# Operatie Gondolier
Operatie Gondolier was de codenaam voor een SAS-operatie in de Franse regio Centre-Val de Loire.

## Geschiedenis
De SAS dropte op 6 juni 1944 een eenheid in de regio Centre-Val de Loire. De manschappen hadden als taak meegekregen het ontregelen van het troepenvervoer naar het noorden, waar diezelfde dag Operatie Overlord, de geallieerde landing in Normandië, van start zou gaan. De Duitsers hadden aldaar flinke versterkingen nodig en deze moesten vanuit andere delen van Frankrijk komen. De eenheid was belast met de taak dat het de oprukkende Duitse troepen zo veel mogelijk vertraging moest bezorgen. Het deed dit door diverse sabotage-acties te plegen, waaronder het beschadigen van spoorlijnen.
Daarnaast hadden ze de opdracht het coördineren en leidden van verzetsacties, omdat de geallieerden vanwege de slechte organisatie van het Franse verzet af en toe vertraging opliepen.